# Municipio de Washington (condado de Butler, Pensilvania)
El municipio de Washington (en inglés: Washington Township) es un municipio ubicado en el condado de Butler en el estado estadounidense de Pensilvania. En el año 2000 tenía una población de 1.419 habitantes y una densidad poblacional de 21.9 personas por km².

## Geografía
El municipio de Washington se encuentra ubicado en las coordenadas 41°04′30″N 79°50′38″O / 41.07500, -79.84389.

## Demografía
Según la Oficina del Censo en 2000 los ingresos medios por hogar en la localidad eran de $31,645 y los ingresos medios por familia eran $35,563. Los hombres tenían unos ingresos medios de $30,966 frente a los $24,250 para las mujeres. La renta per cápita para la localidad era de $13,464. Alrededor del 16,5% de la población estaban por debajo del umbral de pobreza.